# Hippolyte Fizeau
Hippolyte Fizeau [ipolit fizó] (23. září 1819 Paříž – 18. září 1896 Venteuil) byl francouzský fyzik, specializující se na výzkum šíření světla.
Fizeau sestrojil speciální přístroj k měření rychlosti světla pomocí rotujících kotoučů. Jeho měření ukázala na rychlost 315 000 km/s. Fizeauovu metodu vylepšil Léon Foucault. Fizeau-Foucaultův přístroj už naměřil poměrně přesnou hodnotu 298 000 km/s.
Fizeau se také věnoval výzkumu šíření světla v pohybujícím se médiu. Jeho experiment ukázal na závislost rychlosti šíření světla na rychlosti pohybu prostředí, v němž se pohybuje.
Na Fizeauovy experimenty navázali například Albert Abraham Michelson, Edward Morley a další fyzici.
Fizeau se stal v roce 1860 členem Francouzské akademie věd. Je jedním ze 72 významných mužů, jejichž jméno je zapsáno na Eiffelově věži v Paříži.